# Epistolario di San Cipriano
L'epistolario di San Cipriano è la prima raccolta di epistulae di carattere cristiano in lingua latina. L'epistolario è composto da 81 lettere, la maggior parte delle quali è attribuita a San Cipriano. 

## Suddivisione
La raccolta di 81 lettere (59 di San Cipriano, 16 di autori vari e 6 lettere sinodali, redatte principalmente dallo stesso Cipriano) si può suddividere in quattro gruppi:
- lettere 1-4: questioni disciplinari;
- lettere 5-68: persecuzione di Decio, lapsi, lotta contro gli scismatici
- lettere 69-75: questione del battesimo degli eretici
- lettere 76-81: persecuzione di Valeriano

| Controllo di autorità | VIAF (EN) 310535748 · LCCN (EN) no2016160120 · GND (DE) 4480435-0 · BNE (ES) XX5211181 (data) · J9U (EN, HE) 987007288968605171 |